# Liste des rhopalocères de Martinique
Cet article recense les lépidoptères rhopalocères (ou « papillons de jour ») de Martinique. Ils y sont actuellement représentés par 40 espèces appartenant à cinq familles (Papilionidae, Hesperiidae, Pieridae, Lycaenidae et Nymphalidae), auxquelles s'ajoutent une espèce présumée disparue (Dione juno) et une citation douteuse (Strymon rufofusca).

## Famille desPapilionidae

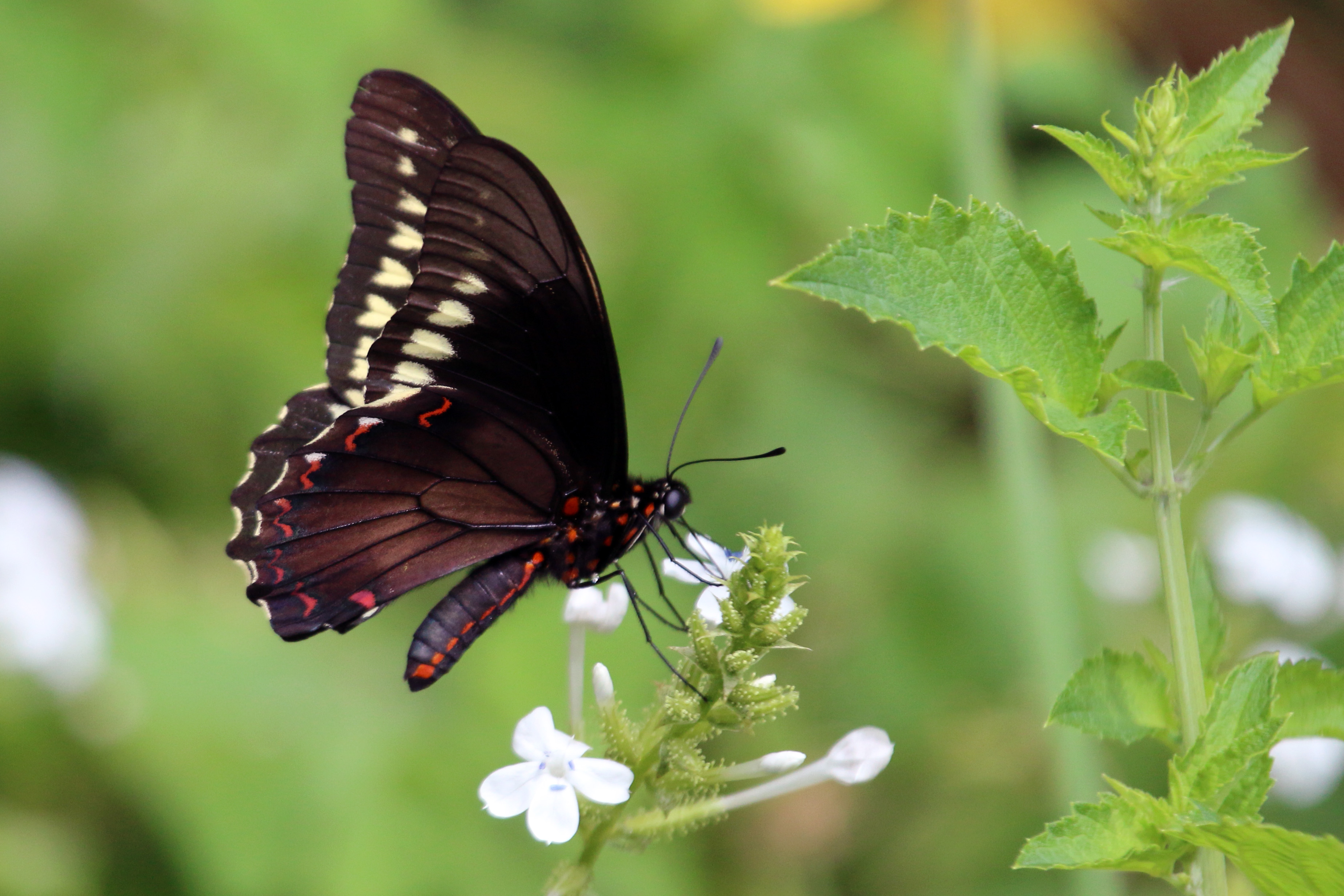
Battus polydamas

### Sous-famille desPapilioninae
- Battus polydamas cebriones (Dalman, 1823)
- Heraclides androgeus (Cramer, [1775]) — Espèce observée pour la première fois sur l'île en 2011[1].

## Famille desPieridae

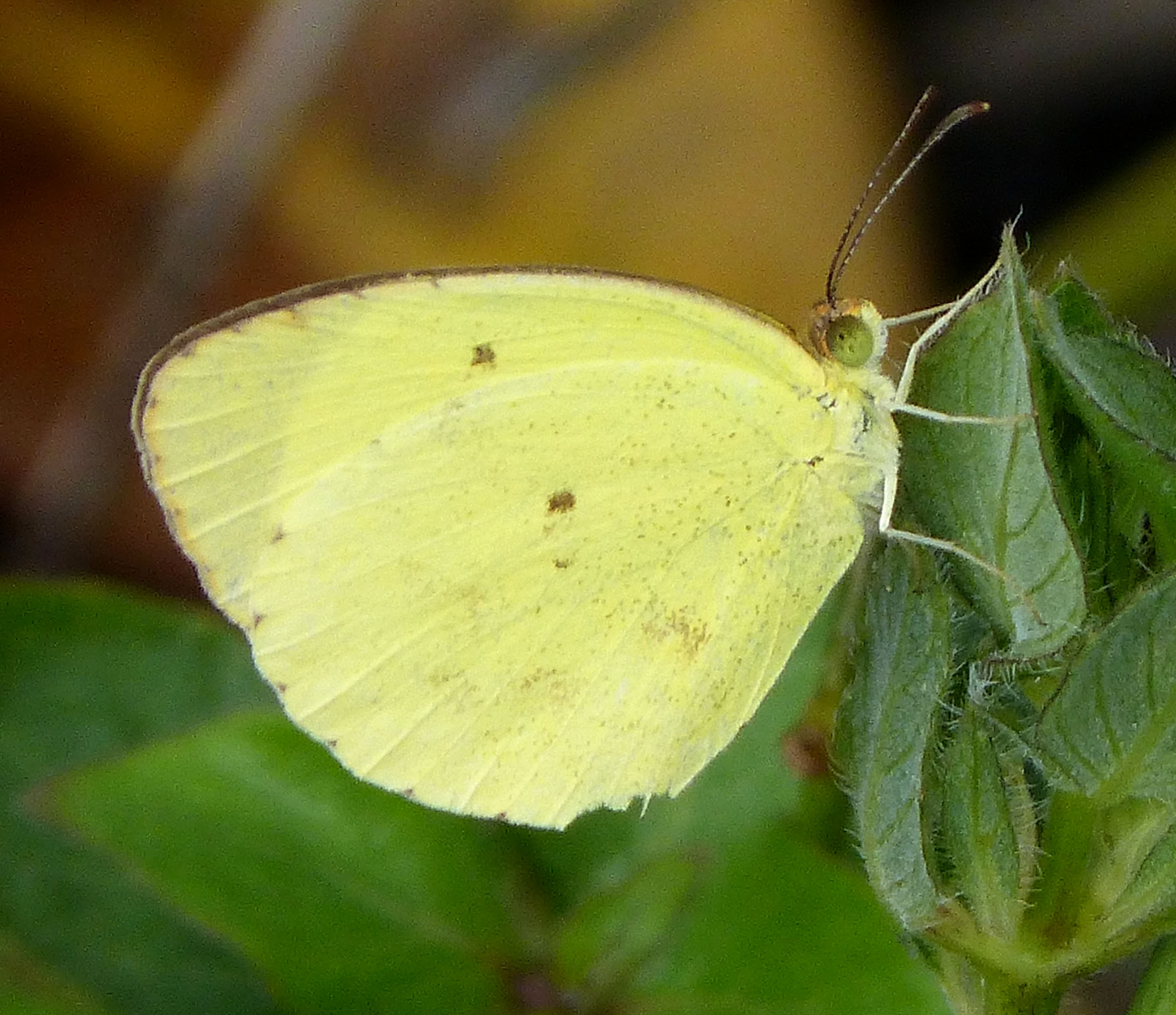
Eurema venusta

### Sous-famille desColiadinae
- Aphrissa statira statira (Cramer, [1777])
- Eurema daira palmira (Poey, [1852])
- Eurema lisa euterpe (Ménétriés, 1832)
- Eurema venusta emanona Dillon, 1947
- Phoebis agarithe antilla Brown, 1929
- Phoebis sennae sennae (Linnaeus, 1758)

### Sous-famille desPierinae
- Appias drusilla (Cramer, [1777])
- Ascia monuste virginia (Godart, 1819)

## Famille desLycaenidae

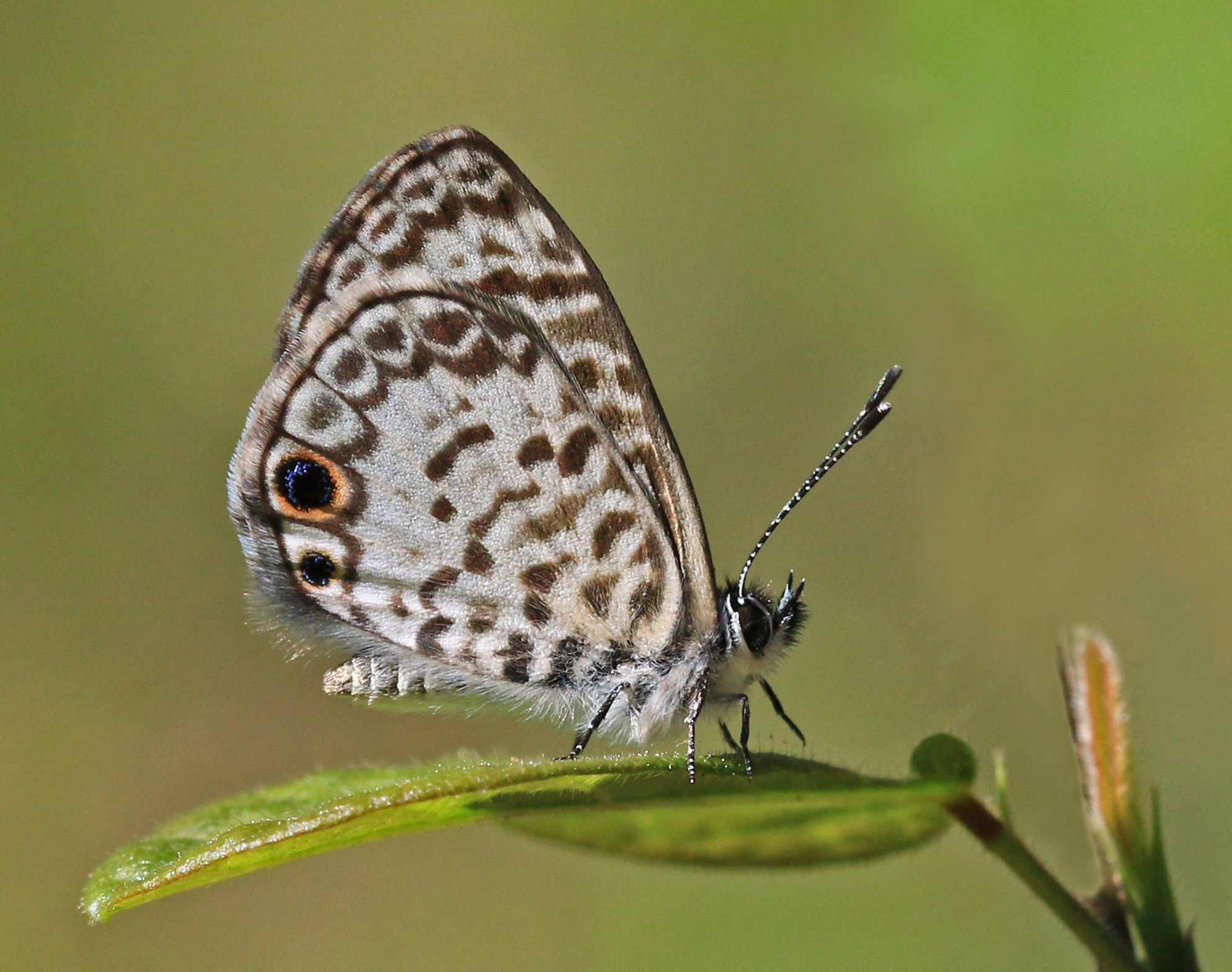
Leptotes cassius

### Sous-famille desTheclinae
- Allosmaitia piplea (Godman & Salvin, 1896)
- Chlorostrymon simaethis (Drury, [1773])
- Electrostrymon angerona (Godman & Salvin, 1896)
- Strymon bubastus ponce (Comstock & Huntington, 1943)
- Strymon rufofusca (Hewitson, 1877) — Donnée douteuse (une seule observation en 1968)[1].

### Sous-famille desPolyommatinae
- Hemiargus hanno watsoni Comstock & Huntington, 1943
- Leptotes cassius (Cramer, [1775])

## Famille desNymphalidae

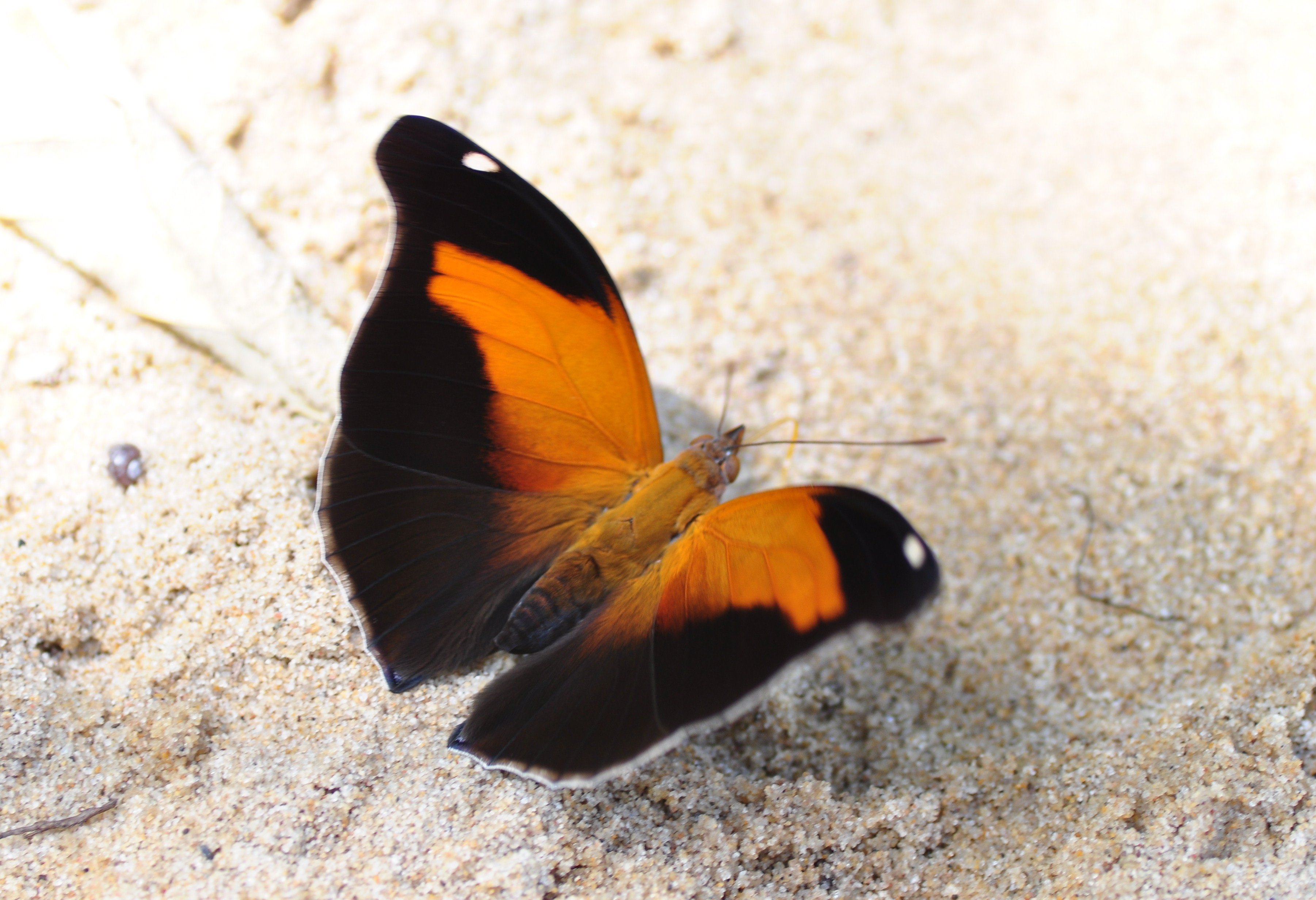
Historis odius

### Sous-famille desDanainae
- Danaus plexippus (Linnaeus, 1758)

### Sous-famille desCharaxinae
- Memphis verticordia luciana (Hall, 1929) (= Memphis dominicana luciana)

### Sous-famille desHeliconiinae
- Agraulis vanillae (Linnaeus, 1758)
- Dione juno (Cramer, [1779]) — Espèce considérée comme disparue de l'île, non revue depuis 1993[1].
- Dryas iulia martinica Enrico & Pinchon, 1969

### Sous-famille desNymphalinae
- Anartia jatrophae (Linnaeus, 1763)
- Historis odius caloucaera Brévignon, 2003
- Hypolimnas misippus (Linnaeus, 1764)
- Junonia neildi Brévignon, 2004
- Junonia zonalis C. & R. Felder, 1867
- Vanessa cardui (Linnaeus, 1758)

## Famille desHesperiidae

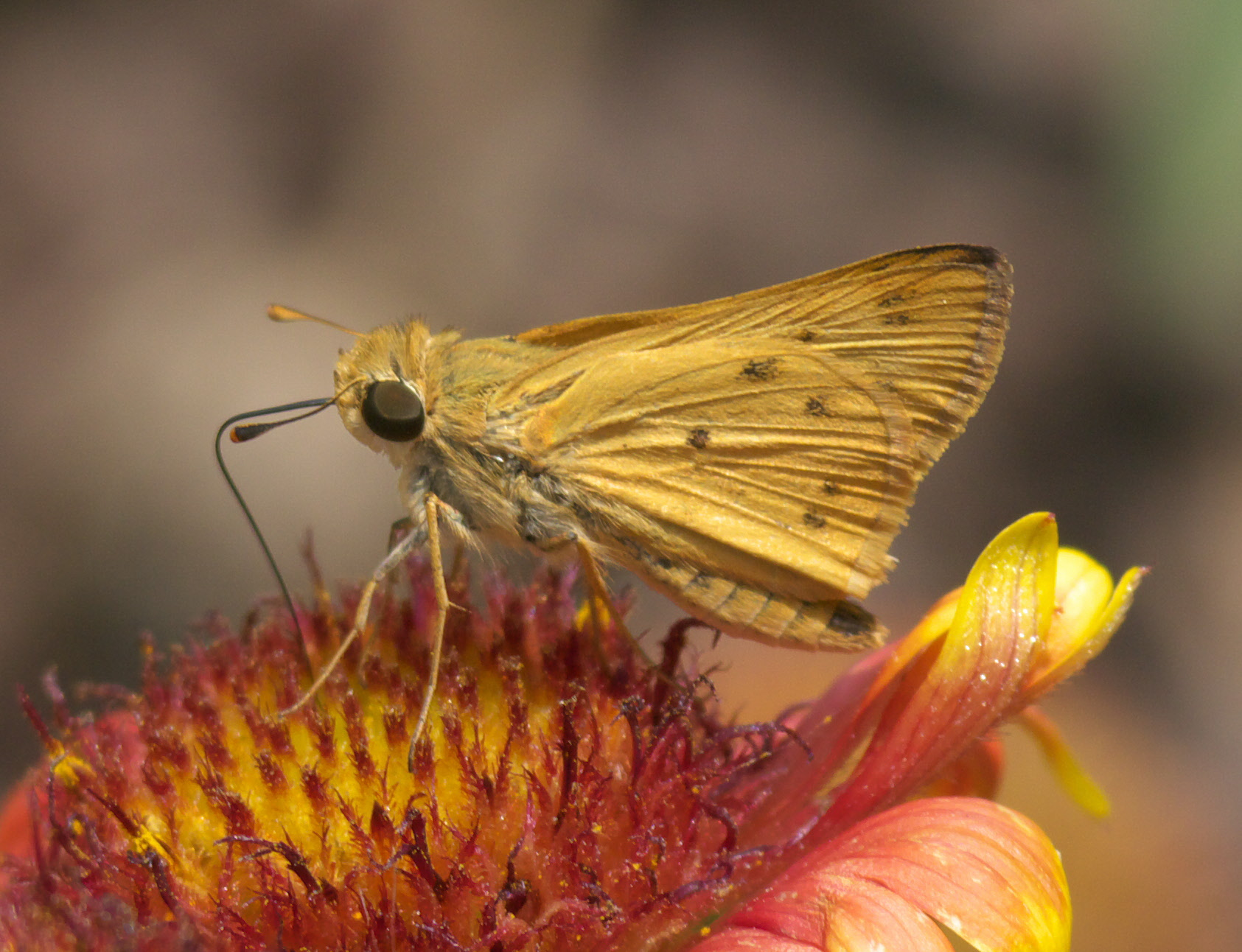
Hylephila phyleus

### Sous-famille desHesperiinae
- Calpodes ethlius (Stoll, [1782])
- Hylephila phyleus phyleus (Drury, [1773])
- Nyctelius nyctelius agari (Dillon, 1947)
- Panoquina lucas (Fabricius, 1793)
- Panoquina panoquinoides (Skinner, 1891)
- Wallengrenia ophites (Mabille, 1878)

### Sous-famille desPyrginae
- Astraptes anaphus anausis (Godman & Salvin, 1896)
- Astraptes talus (Cramer, [1777])
- Epargyreus zestos zestos (Geyer, 1832)
- Polygonus savigny (Latreille, 1824)
- Proteides mercurius angasi Godman & Salvin, 1884
- Pyrgus orcus (Stoll, 1780)
- Urbanus obscurus (Hewitson, 1867) (= Urbanus dorantes obscurus)
- Urbanus proteus domingo (Scudder, 1872)